# Uta Kargel
Uta Kargel (Halle, 28 mei 1981) is een Duits film-, televisie- en toneelactrice. Ze vergaarde vooral bekendheid als Eva Krendlinger (Saalfeld) in de Duitse televisieserie Sturm der Liebe.

## Biografie
Kargel begon op haar 18e te werken als model. In 2019 poseerde ze naakt in de Duitse uitgave van Playboy.

### Privéleven
In 2017 raakte Kargel betrokken bij een zwaar auto-ongeval in de Amerikaanse staat Utah.

## Filmografie

### Films
- 1998: Hamlet – Eine Reise durch die Metropole
- 2003: Wedding Daydream (kortfilm)
- 2003: Die Allee (documentaire)
- 2006: Sunny Hill
- 2006: Die Liebe der Lieblosen
- 2008: Der Morgen danach (kortfilm)
- 2012: Loona Balloona (kortfilm)
- 2015: Idyllik (kortfilm)
- 2016: Twice (kortfilm)
- 2017: Glücklich (kortfilm)
- 2017: Kartenhaus
- 2018: A Dream of a Man with a Light Bulb

### Televisie
- 2006-2006: Gute Zeiten, schlechte Zeiten
- 2006: Verliebt in Berlin (1 afl.)
- 2007: R. I. S. – Die Sprache der Toten
- 2008: Volles Haus
- 2008: Ein starkes Team
- 2008: Dr. Molly & Karl
- 2009: Kill Your Darling (webseries)
- 2009: Ein starkes Team
- 2010-2011,2017,2018-2020: Sturm der Liebe
- 2011: Rote Rosen
- 2014: Heldt (1 afl.)
- 2016: Stuttgart Homicide (1 afl.)